# Pteris barombiensis
Pteris barombiensis är en kantbräkenväxtart som beskrevs av Georg Hans Emmo Wolfgang Hieronymus. Pteris barombiensis ingår i släktet Pteris och familjen Pteridaceae. Inga underarter finns listade.